# Пейдж, Мэйбл
Мэйбл Пейдж (англ. Mabel Paige), имя при рождении Мэйбл Пейдж Робертс (англ.  Mabel Paige Roberts; 19 декабря 1880 года — 9 февраля 1954 года) — американская актриса театра и кино 1910—1950-х годов.
Среди наиболее известных фильмов Пейдж такие картины, как «Хрустальный шар» (1943), «Он сказал «Убийство»» (1945), «Ноктюрн» (1946), «За зелёными огнями» (1946), «Джонни О'Клок» (1947), «Джонни Белинда» (1948), «Бессмысленный  триумф» (1948), «Кэньон-Сити» (1948), «Край гибели» (1950), «Снайпер» (1952) и «Гудини» (1953).

## Ранние годы жизни и начало карьеры
Мэйбл Пейдж, имя при рождении Мэйбл Пейдж Робертс, родилась 19 декабря 1880 года в Нью-Йорке в семье театральных актёров. С 4 лет Мэйбл начала играть на сцене в спектакле «Вэн из Вирджинии», а в 11 лет уже исполняла главную роль в спектакле «Испанский роман» в театре Southern stock company. С начала 1890-х годов Пейдж уже играла в десятках популярных спектаклей. В течение многих лет она гастролировала по южным штатам с собственными театрами Mabel Paige Theatrical Company и Mabel Paige Southern Company. В результате газета Atlanta Constitution назвала её «идолом Юга» и «королевой драмы южных штатов». Позднее она основала Театр Пейдж в Джэксонвилле, Флорида.

## Карьера в немом кино
В 1912—1916 годах во время работы в Джэксонвилле Пейдж сыграла в трёх десятках немых романтических короткометражных комедий, в том числе с восходящей звездой Оливером Харди, которые произвела кинокомпания Lubin Manufacturing Company.

## Бродвейская карьера
В 1920-е годы Пейдж ушла из шоу-бизнеса, чтобы заниматься семьёй, однако в конце 1930-х годов вернулась на радио и на Бродвей. Пейдж сыграла на Бродвее в таких спектаклях, как «Потерянные горизонты» (1934, 56 представлений), «Убийство в соборе» (1936), «Западные воды» (1937—1938) и «Из огня» (1941, 104 представления). Позднее она ещё дважды возвращалась на Бродвей для игры в спектаклях «Две слепые мыши» (1949, 157 представлений) и «Боже мой, призрак» (1951, 100 представлений).

## Голливудская карьера
В 1941 году Пейдж пригласили в Голливуд, чтобы воспроизвести свою роль эксцентричной домовладелицы театрального пансиона в киноэкранизации бродвейской комедии «Из огня», которая была выпущена на экраны лишь в 1943 году под названием «Молодые и жаждущие» (1943). Из-за задержки с выпуском этого фильма официальный дебют Пейдж в звуковом кино произошёл в криминальной комедии студии Paramount Pictures «Счастливчик Джордан» (1942) с Аланом Лэддом в главной роли, где она сыграла уличную торговку в духе персонажей Деймона Раниона.
Имя Пейдж стояло первым в списке актёров мелодрамы студии Republic Pictures «Помнить кого-то» (1943), где она играла пламенную пожилую даму, которая живёт в студенческом общежитии в надежде воссоединиться со своим давно пропавшим сыном. Пейдж также сыграла в музыкальной комедии «По воле случая» (1943) с Диком Пауэллом, комедии «Хрустальный шар» (1943) с Рэем Милландом и Полетт Годдар, криминальной комедии «Он говорит „Убийство“» (1945) с Фредом Макмюрреем и романической комедии «Она не скажет да» (1945) с Розалинд Расселл в главной роли.
Со второй половины 1940-х годов Пейдж сыграла в серии фильмов нуар, среди них «За зелёными огнями» (1946), «Ноктюрн» (1946), «Джонни О’Клок» (1947), «Кэньон-Сити» (1948), «Бессмысленный триумф» (1948) и «Снайпер» (1952). Большинство ролей Пейдж были эпизодическими, в частности, в «Ноктюрне» она была матерью главного героя (Джордж Рафт), которая даёт сыну ценную подсказку в отношении того, как было совершено убийство, в «Джонни О’Клок» она была неряшливой женщиной-арендатором, в «Кэньон-Сити» — немолодой домохозяйкой, которая помогает задержать сбежавшего из тюрьмы преступника, в «Бессмысленном триумфе» она была уборщицей, а в «Снайпере» — домовладелицей.
Она также сыграла в фантастической комедии с Люсиль Болл «Романы её мужа» (1947), комедии с Эдди Кантором «Если бы вы знали Сьюзи» (1948), номинированной на 12 «Оскаров» драме «Джонни Белинда» (1948), комедии с Гленном Фордом «Свидание с Милли» (1948) и музыкальной комедии с Бобом Каммингсом «Маленькая девочка» (1950). После завершения своего последнего фильма, биографической драмы «Гудини» (1953) Пейдж ушла на телевидение.

## Карьера на телевидении
На протяжении своей карьеры на телевидении, охватившей период с 1950 по 1954 год, Пейдж сыграла в 23 эпизодах 19 различных сериалов, среди них «Жизнь семейства Райли» (1950), «Опасное задание» (1952), «Отряд по борьбе с рэкетом» (1952), «Мистер и миссис Норт» (1952—1953), «Театр у камина» (1952—1954), «Я люблю Люси» (1953), «Освободите место для папочки» (1953), «Энни Оукли» (1954), «Альманах» (1954) и «Странные истории» (1954). Однако, по словам киноведа Хэла Эриксона, «из-за болезни и возраста она уже не могла в полной мере показать свой комический талант».

## Актёрское амплуа и оценка творчества
Как пишет Эриксон, Пейдж появилась в кино в немых комедиях в 1910-е годы, с 1934 года она играла на Бродвее, после чего перешла в Голливуд, где «в основном исполняла значимые роли второго плана, обычно в амплуа острой на язычок, немолодой, но оживлённой женщины».

## Личная жизнь
Пейдж была замужем за актёром Чарльзом Ритчи, который в 1914—1916 годах снимался вместе с ней в немом кино, а в 1926—1930 годах играл на Бродвее. Он умер в 1931 году.

## Смерть
Мейбел Пейдж умерла 9 февраля 1954 года в Ван-Найсе, Калифорния, от сердечного приступа.

## Фильмография
| Год        |     | Русское название              | Оригинальное название       | Роль                                                   |
| ---------- | --- | ----------------------------- | --------------------------- | ------------------------------------------------------ |
| 1912       | кор | Проход запрещён               | No Trespassing              | Мэйбл Лонг                                             |
| 1912       | кор | Веселье в Квебеке             | A Gay Time in Quebec        |                                                        |
| 1914       | кор | Обратно на ферму              | Back to the Farm            | миссис Кассетт                                         |
| 1914       | кор | Жил-был дурак                 | A Fool There Was            | Бесс                                                   |
| 1914       | кор | Шестифутовый роман            | A Six Foot Romance          | Нелл Дентон                                            |
| 1914       | кор | Не суди по внешности          | Only Skin Deep              | Роуз                                                   |
| 1914       | кор | Любовь и титул                | Love and Title              | Китти Гроун, наследница                                |
| 1914       | кор | Субретка и простак            | The Soubrette and the Simp  | субретка                                               |
| 1914       | кор | Она была другой               | She Was the Other           | Хелен, вторая сестра                                   |
| 1914       | кор | С ними не справиться          | You Can't Beat Them         | жена Бена                                              |
| 1914       | кор | Наследство служанки           | The Servant Girl's Legacy   | Мэнди Спрэггс                                          |
| 1914       | кор | Это вылечило мужа             | It Cured Hubby              | Норма, президент Общества трезвости                    |
| 1914       | кор | Зазвенят ли вечером колокола? | Shall Curfew Ring Tonight?  |                                                        |
| 1914       | кор | Отважная верность Флосси      | Flossie's Daring Loyalty    | Флосси Фэй                                             |
| 1915       | кор | Дешёвый портной               | Shoddy the Tailor           | Миртл, старая служанка                                 |
| 1915       | кор | Ещё один оттенок зелёного     | Another Shade of Green      | Саманта Грин                                           |
| 1915       | кор | Двойная роль                  | A Double Role               |                                                        |
| 1915       | кор | Он не мог объяснить           | He Couldn't Explain         | Кора Ласк, авантюристка                                |
| 1915       | кор | Спутанные квартиры            | Mixed Flats                 | Слейви                                                 |
| 1915       | кор | Новый агент                   | The Fresh Agent             | Мейзи                                                  |
| 1915       | кор | Пойманный в товаром           | Caught with the Goods       | Саманти Мур, жена Джима                                |
| 1915       | кор | Охота на Плохого Билла        | Capturing Bad Bill          | Мэри Пеппер                                            |
| 1915       | кор | Грустное счастье              | Dog-Gone Luck               | жена Тони                                              |
| 1915       | кор | Мстящий Билл                  | Avenging Bill               | Люси                                                   |
| 1915       | кор | Этот грубиян                  | That Brute                  | Мэйми, жена                                            |
| 1915       | кор | Девичник Вейвилл              | The Wayville Slumber Party  | жена шефа полиции                                      |
| 1915       | кор | Сумасшедший часовщик          | The Crazy Clock Maker       |                                                        |
| 1916       | кор | Это произошло в Пайксвилле    | It Happened in Pikesville   | Джулия Джиггс                                          |
| 1918       | кор | Восемь колоколов              | Eight Bells                 |                                                        |
| 1942       | ф   | Моё сердце принадлежит папе   | My Heart Belongs to Daddy   | медсестра Эклз                                         |
| 1942       | ф   | Счастливчик Джордан           | Lucky Jordan                | Энни                                                   |
| 1942       | ф   | Звёздно-полосатый ритм        | Star Spangled Rhythm        | певица свинга (в титрах не указана)                    |
| 1943       | ф   | По воле случая                | Happy Go Lucky              | миссис Смит                                            |
| 1943       | ф   | Молодые и жаждущие            | Young and Willing           | миссис Гарнет                                          |
| 1943       | ф   | Хорошие парни                 | The Good Fellows            | мисс Кент                                              |
| 1943       | ф   | Помнить кого-то               | Someone to Remember         | миссис Фримен                                          |
| 1943       | кор | Карибский роман               | Caribbean Romance           | тётя Линды                                             |
| 1943       | ф   | Верный жизни                  | True to Life                | мама Портер                                            |
| 1943       | ф   | Хрустальный шар               | The Crystal Ball            | дама с пикинезом (в титрах не указана)                 |
| 1944       | кор | Время веселья                 | Fun Time                    | Ма                                                     |
| 1944       | ф   | Национальные танцы            | National Barn Dance         | миссис Гарви                                           |
| 1944       | ф   | Нельзя нормировать любовь     | You Can't Ration Love       | мисс Хоукс (в титрах не указана)                       |
| 1945       | ф   | Опасные партнёры              | Dangerous Partners          | Мэри Драмман                                           |
| 1945       | ф   | Он сказал «Убийство»          | Он сказал «Убийство»        | бабушка Флигл                                          |
| 1945       | ф   | Вне этого мира                | Out of This World           | миссис Роббинс                                         |
| 1945       | ф   | Она не сказала «да»           | She Wouldn't Say Yes        | миссис Марта Уиттакер (в титрах не указана)            |
| 1946       | ф   | За зелёными огнями            | Behind Green Lights         | Флосси                                                 |
| 1946       | ф   | Ноктюрн                       | Nocturne                    | миссис Уейн                                            |
| 1947       | ф   | Джонни О'Клок                 | Johnny O'Clock              | неряшливая женщина-арендатор                           |
| 1947       | ф   | Одолеть оркестр               | Beat the Band               | миссис Питерс                                          |
| 1947       | ф   | Романы ее мужа                | Her Husband's Affairs       | миссис Джоспер                                         |
| 1948       | ф   | Если бы ты знал Сюзи          | If You Knew Susie           | бабушка                                                |
| 1948       | ф   | Пара для Милли                | The Mating of Millie        | миссис Хэнсон                                          |
| 1948       | ф   | Кэньон-Сити                   | Canon City                  | миссис Эдит Оливер                                     |
| 1948       | ф   | Бессмысленный триумф          | Hollow Triumph              | уборщица                                               |
| 1948       | ф   | Джонни Белинда                | Johnny Belinda              | миссис Лутц                                            |
| 1948       | ф   | Полчаса после полуночи        | Half Past Midnight          | Хестер Торнволл                                        |
| 1949       | ф   | Розинна Маккой                | Roseanna McCoy              | бабушка Сайкс                                          |
| 1950       | ф   | Край гибели                   | Edge of Doom                | миссис Пирсон                                          |
| 1950       | ф   | Девушка Петти                 | The Petty Girl              | миссис Хибш, повар на факультете (в титрах не указана) |
| 1950       | с   | Жизнь семейства Райли         | The Life of Riley           | миссис Уитакер (1 эпизод)                              |
| 1950       | с   | Видео-театр «Люкс»            | Lux Video Theatre           | тётя Лидия (1 эпизод)                                  |
| 1952       | ф   | Снайпер                       | The Sniper                  | домовладелица                                          |
| 1952       | ф   | Бродвейские ищейки            | Bloodhounds of Broadway     | мадам Моана на факультете (в титрах не указана)        |
| 1952       | с   | Театр «Шеврон»                | Chevron Theatre             | (1 эпизод)                                             |
| 1952       | с   | Опасное задание               | Dangerous Assignment        | Мейми Вонг (1 эпизод)                                  |
| 1952       | с   | Отряд по борьбе с рэкетом     | Racket Squad                | бабушка (1 эпизод)                                     |
| 1952       | с   | Телевизионный театр «Форд»    | The Ford Television Theatre | (1 эпизод)                                             |
| 1952       | с   | Досье Джеффри Джонса          | The Files of Jeffrey Jones  | (1 эпизод)                                             |
| 1952— 1953 | с   | Мистер и миссис Смит          | Mr. & Mrs. North            | Милли (2 эпизода)                                      |
| 1952— 1954 | с   | Театр у камина                | Fireside Theatre            | разные роли (2 эпизода)                                |
| 1953       | ф   | Гудини                        | Houdini                     | медиум (в титрах не указана)                           |
| 1953       | с   | Театр «Дженерал Электрик»     | General Electric Theater    | (1 эпизод)                                             |
| 1953       | с   | Я люблю Люси                  | I Love Lucy                 | миссис Хансен (1 эпизод)                               |
| 1953       | с   | Моя маленькая Марджи          | My Little Margie            | (1 эпизод)                                             |
| 1953       | с   | Освободите место для папочки  | Make Room for Daddy         | мисс Уиттакер (1 эпизод)                               |
| 1954       | с   | Я женился на Джоан            | I Married Joan              | мама Джоан (1 эпизод)                                  |
| 1954       | с   | Энни Оукли                    | Annie Oakley                | миссис Франсис Рэндалл (1 эпизод)                      |
| 1954       | с   | Альманах                      | Omnibus                     | (1 эпизод)                                             |
| 1954       | с   | Кавалькада Америки            | Cavalcade of America        | (1 эпизод)                                             |
| 1954       | с   | Странные истории              | Strange Stories             | (1 эпизод)                                             |